# كرغاب (مازو)
کرغاب (بالفارسية: کرگآب) هي قرية تقع في قسم مازو الريفي، بمقاطعة أنديمشك التابعة لمحافظة خوزستان، إيران. يقدر عدد سكانها بـ 35 نسمة حسب الإحصاء السكاني الذي تمّ في عام 2006.